# Penamayor
Penamayor (llamada oficialmente Santa María de San Lourenzo de Penamaior) es una parroquia y una aldea española del municipio de Becerreá, en la provincia de Lugo, Galicia.

## Organización territorial
La parroquia está formada por catorce entidades de población, constando once de ellas en el nomenclátor del Instituto Nacional de Estadística español:

### Entidades de población
- Acebo (O Acevo)
- Arandedo
- Cabo (O Cabo)
- Carballedo
- Ferrería (A Ferrería)
- Liñares
- O Convento
- Pico (O Pico)
- Prados (Os Prados)
- Raposeira
- Riodarco
- Touzón
- Vilarín

### Despoblado
Despoblado que forma parte de la parroquia:
- A Carunchada

## Demografía
| Gráfica de evolución demográfica de Penamayor entre 2000 y 2019 |
|                                                                 |
| Datos según el nomenclátor publicado por el INE.                |

## Patrimonio
Antiguo monasterio de Santa María de Penamaior, hoy Bien de Interés Cultural, del que ya se tienen referencias en el año 922 cuando salieron 16 monjes mandados por el abad san Virila para restaurar la vida monástica en Samos. Habitado primeramente por benedictinos, se tiene la fecha de 1177 inscrita en el tímpano de entrada a la iglesia por lo que es probable que su construcción datara de ese momento. En 1188 dependía como priorato del monasterio de Carracedo y es en 1203 cuando Carracedo se afilia a la abadía de Císter junto a los diez monasterios que controlaba, entre ellos, este de Penamaior.
La iglesia, románica, tiene planta basilical con tres naves de cubierta única y tres ábsides, los laterales, semicirculares y el central, poligonal, aunque el interior es semicircular. Las naves están divididas por arcos apuntados y en cuatro compartimentos por machones cilíndricos y uno prismático. Los arcos de entrada a las capillas de los ábsides son de medio punto, comenzando con semicolumnas talladas con capiteles de traza  compostelana.
En el exterior destacan ventanas con arcos de medio punto sobre columnas con capiteles decorados con motivos variados. La fachada fue reformada en el siglo XVII, pero conserva la portada con arquivoltas semicirculares que parten de columnas sostenidas en jambas y un tímpano con cruz central y escenas figurativas. En el lado septentrional, un curioso rosetón protogótico con arcos y cabezas humanas. Una espadaña hace de campanario.